# Loriculus pusillus
Il loricolo golagialla (Loriculus pusillus) è un uccello della famiglia degli Psittaculidi, endemico dell'Indonesia.